# Stiftung Ettersberg

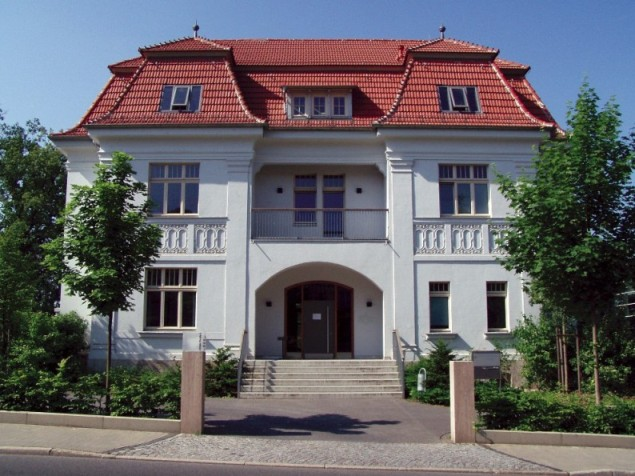
Sitz der Stiftung Ettersberg

Die Stiftung Ettersberg ist eine gemeinnützige Stiftung bürgerlichen Rechts mit Sitz in Weimar. Sie wurde im Jahr 1999 gegründet. Ihre Aufgabe ist die vergleichende Erforschung europäischer Diktaturen des 20. Jahrhunderts sowie des Übergangs von autoritärer Herrschaft zu demokratischen Gesellschaften. Seit 2012 ist die Stiftung auch Trägerin der Gedenk- und Bildungsstätte Andreasstraße. 

## Geschichte
Die Idee zur Gründung der Stiftung Ettersberg geht auf eine Anregung des spanischen Schriftstellers und früheren Widerstandskämpfer Jorge Semprún zurück. Semprún, der während des Zweiten Weltkriegs in der französischen Résistance aktiv war und 1944 in das Konzentrationslager Buchenwald deportiert wurde, setzte sich zeitlebens mit den Erfahrungen von Verfolgung, Diktatur und politischer Gewalt auseinander. Nach Kriegsende engagierte er sich weiter in kommunistischen Gruppen, distanzierte sich jedoch im Zuge der Entstalinisierung zunehmend von der kommunistischen Ideologie. In seinem literarischen Werk und öffentlichen Wirken sprach er sich stets entschieden gegen jede Form autoritärer Herrschaft aus. Anlässlich der Verleihung des Friedenspreises des Deutschen Buchhandels im Jahr 1994 regte Semprún die Schaffung einer europäischen Institution an, die sich der Aufarbeitung der Diktaturen des 20. Jahrhunderts und der Stärkung demokratischer Kultur widmen solle. Diese Idee gilt als geistiger Impuls für die spätere Gründung der Stiftung Ettersberg.
Die Namensgebung der Stiftung bezieht sich auf den Ettersberg bei Weimar mit seiner zweifachen Diktaturgeschichte. 1937 errichteten die Nationalsozialisten dort das Konzentrationslager Buchenwald. Nach dem Krieg betrieb die sowjetische Besatzungsmacht am gleichen Ort das Speziallager Nr. 2. 

## Auftrag, Aufgaben und Leitbild
Die Stiftung dient der deutschen und internationalen wissenschaftlichen Forschung zur Entstehung, den Erscheinungsformen und der Überwindung von Diktaturen in Europa. Ein besonderer Schwerpunkt liegt auf der Auseinandersetzung mit der SED-Diktatur, dabei wird aber ein besonderes Augenmerk auch auf faschistische, nationalsozialistische und andere autoritäre Regime gelegt. Analysiert werden deren Herrschaftsmechanismen, die sie tragenden gesellschaftlichen Kräfte sowie die Rolle von Opposition und Widerstand gegen politische Unterdrückung. Ein zentrales Anliegen ist es, die Erinnerung von Betroffenen diktatorischer Gewalt wachzuhalten. Darüber hinaus möchte die Stiftung auch der regionalen Geschichtsschreibung in Thüringen wichtige Impulse geben und zur differenzierten Betrachtung lokaler Erfahrungen im gesamtdeutschen und europäischen Kontext beitragen. 
Die Stiftung Ettersberg versteht sich als überparteiliche und interdisziplinär arbeitende Plattform. Ziel ist es, durch wissenschaftlich fundierte Beiträge ein demokratisches Geschichtsbewusstsein in der Gesellschaft zu stärken sowie als Scharnier zwischen universitären, politischen und musealen Einrichtungen zu fungieren, um einen Beitrag zur Auseinandersetzung mit deutscher und europäischer Geschichte zu leisten.
Zur Arbeit der Stiftung zählen die Veranstaltungen internationaler Symposien, wissenschaftlicher Tagungsseminare, Workshops und Fachtagungen. Die Ergebnisse dieser Aktivitäten werden in den beiden Schriftenreihen Europäische Diktaturen und ihre Überwindung: Schriften der Stiftung Ettersberg und Aufarbeitung Kompakt veröffentlicht. Ergänzend dazu entwickelt die Stiftung Ausstellungen, führt Schüler- und Schülerinnenprojekte, Lehrer- und Lehrerinnenfortbildungen und Veranstaltungsreihen durch und richtet jährlich den Geschichtswettbewerb „Diktaturerfahrung und demokratische Umbrüche in Deutschland und Europa“ aus. Zur Nachwuchsförderung vergibt die Stiftung Promotionsstipendien. 

## Trägerschaft der Gedenk- und Bildungsstätte Andreasstraße

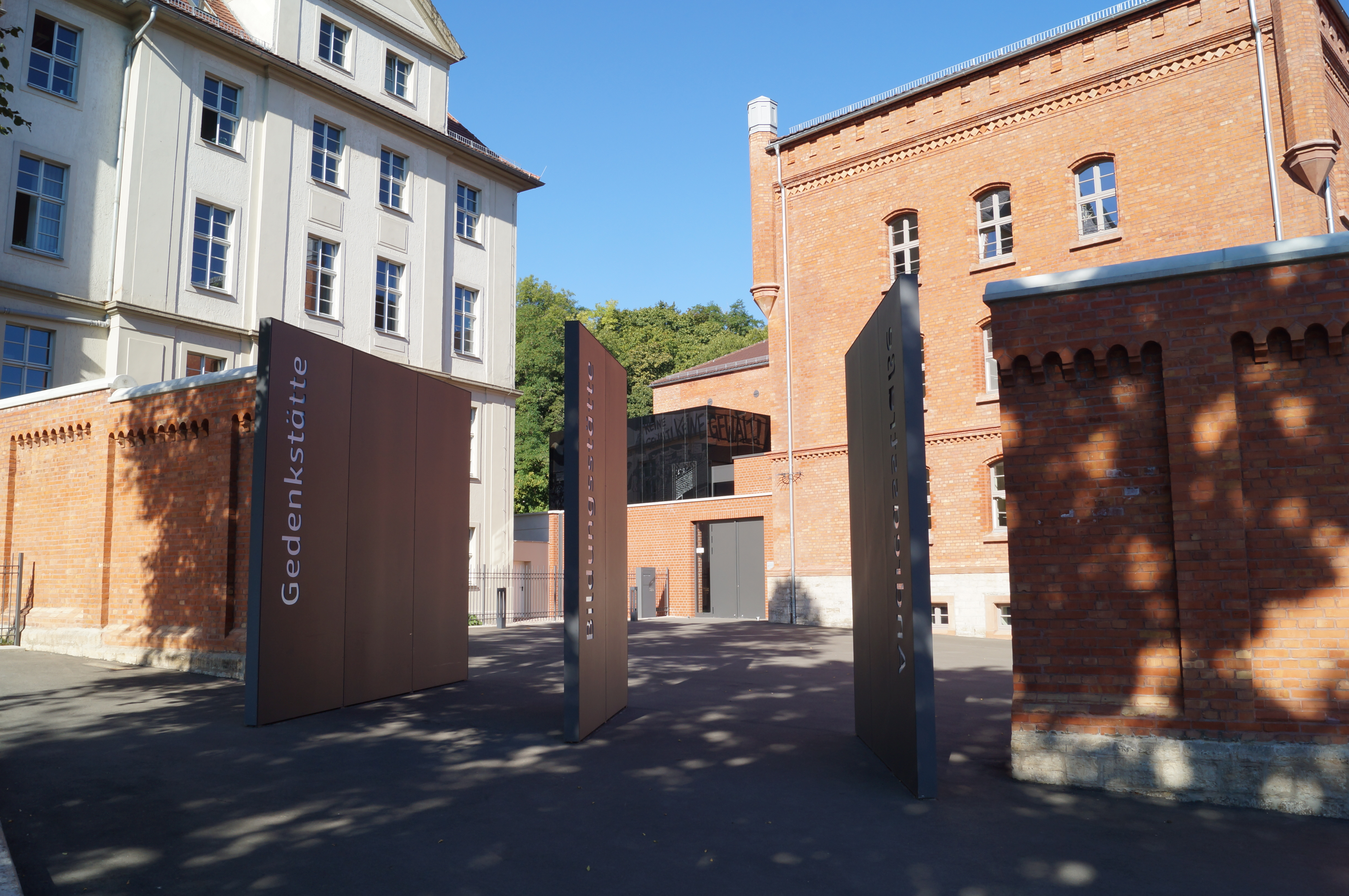
Eingang und Gesamtansicht der Gedenkstätte (2021)

Ein zentraler Bestandteil der Arbeit der Stiftung Ettersberg ist die historisch-politische Bildungsarbeit, die insbesondere in der von ihr seit 2012 getragenen Gedenk- und Bildungsstätte Andreasstraße in Erfurt umgesetzt wird. Die Gedenkstätte befindet sich in einem ehemaligen Gefängnis, in dem zu DDR-Zeiten eine Untersuchungshaftanstalt des Ministeriums für Staatssicherheit (MfS oder "Stasi") untergebracht war. Heute ist sie ein Erinnerungsort, der zwei scheinbar gegensätzliche Themen, nämlich Unterdrückung und Befreiung, miteinander verbindet. So erinnert der Ort sowohl an die 5.523 ehemaligen politischen Inhaftierten des MfS als auch an die mutigen Frauen und Männer, die am 4. Dezember 1989 die Besetzung der Stasi-Bezirksverwaltung wagten.
Seit 2022 bietet die interaktive Website „Andreasstraße digital“ für Besucher und Besucherinnen die Möglichkeit, sich die Geschichte des Areals der Andreasstraße und der Stadt Erfurt zu DDR-Zeiten im Internet selbst zu erschließen. Das digitale Angebot verbindet wissenschaftlich fundierte Inhalte mit multimedialer Aufarbeitung. 2023 wurde „Andreasstraße digital“ mit dem DigAMus-Award für innovative Museumsprojekte ausgezeichnet und 2024 für den Grimme Online Award nominiert.

## Organe und Gremien
Leitende Organe sind der Vorstand und der Stiftungsrat. 

### Vorstand
Hauptamtlicher Vorstandsvorsitzender ist seit 2014 Jörg Ganzenmüller, der das Amt vom langjährigen Gründungsvorsitzenden Hans-Joachim Veen übernahm. Vorstandsmitglieder sind Anke John und Christiane Kuller.

### Stiftungsrat
Der Stiftungsrat ist das oberste Organ und beschließt alle Angelegenheiten, die von grundsätzlicher Bedeutung für die Stiftung sind. Er setzt sich aus 12 ehrenamtlich tätigen Mitgliedern zusammen, die auf sechs Jahre berufen werden. Diese bestehen aus Vertretern der Thüringer Staatskanzlei, des für Kultur zuständigen Ministeriums, des Thüringer Finanzministeriums sowie des Thüringer Landtags oder von ihm vorgeschlagene Personen. Außerdem gehören dem Stiftungsrat kraft ihres Amts die Vorsitzenden des Wissenschaftlichen Beirats und des Beirats für Aufarbeitung an sowie fünf weitere Persönlichkeiten, die sich in der Wissenschaft verdient gemacht haben.
Vorsitzende des Stiftungsrats ist seit Oktober 2020 die Kulturwissenschaftlerin Teresa Pinheiro. Ihr Stellvertreter ist der Staatssekretär für Bildung im Ministerium für Bildung, Wissenschaft und Kultur, Bernd Uwe Althaus. 
Weitere Mitglieder des Stiftungsrats sind Rainer Eckert, Thadäus König, Katja Mitteldorf, Thomas Pecher, Krzysztof Ruchniewicz, Silke Satjukow, Franz-Josef Schlichting, Claudia Weber und Dorothee Wierling. Bernhard Vogel war zu seinen Lebzeiten Ehrenmitglied des Stiftungsrats.

### Gremien
Zu den Gremien der Stiftung Ettersberg zählt der wissenschaftliche Beirat und der Beirat für Aufarbeitung. Beide haben eine beratende Funktion inne.
Der wissenschaftliche Beirat berät den Stiftungsrat und den Vorstand der Stiftung in allen wissenschaftlichen Fragen. Er besteht aus sieben Wissenschaftler*innen, die alle ehrenamtlich für die Stiftung tätig sind. Mitglieder sind derzeit Dorothee Wierling (Vorsitzende), Malte Rolf (Stellvertr. Vorsitzende), Frank Bajohr, Harald Biermann, Marcus Böick, Stefanie Middendorf und Jana Osterkamp.
Der Beirat für Aufarbeitung berät den Stiftungsrat und den Vorstand der Stiftung in fachlichen Fragen zur Aufarbeitung der SED-Diktatur in Thüringen und in Fragen rund um die Gedenk- und Bildungsstätte Andreasstraße. Er besteht aus zwölf Mitgliedern, die alle ehrenamtlich für die Stiftung tätig sind. Diese sind derzeit Kathrin Klausmeier (Vorsitzende), Peter Wurschi (Stellvertr. Vorsitzender), Uta Bretschneider, Horst Dornieden, Susan Frisch, Joachim Heise, Anna Kaminsky, Katharina Kempken, Manfred May, Iris Pfaff, Matthias Sengewald und Franziska Wittau. 

## Publikationen (Auswahl)
In der Schriftenreihe der Stiftung Europäische Diktaturen und ihre Überwindung sind seit 2003 im Böhlau Verlag unter anderem erschienen:
- Jörg Ganzenmüller (Hg.): Transformationserfahrungen. Lebensweltliche Umbrüche in Ostdeutschland nach 1990, Band 30, Köln 2025, ISBN 978-3-412-53096-9.
- Christina Heiduck: Kosmos und Kommunismus. Die Kosmonauten Mirosław Hermaszewski und Sigmund Jähn als sozialistische Helden in der Volksrepublik Polen und der DDR, Band 32, Köln 2024, ISBN 978-3-412-53084-6.
- Katharina Schwinde: Mitwirken in der Diktatur. Russischer Denkmalschutz und Denkmalpflege in den langen 1960er Jahren, Band 29, Köln 2024, ISBN 978-3-412-52762-4.
- Jörg Ganzenmüller (Hg.): Die revolutionären Umbrüche in Europa 1989/91. Deutungen und Repräsentationen, Band 28, Köln 2021, ISBN 978-3-412-52270-4.
- Jörg Ganzenmüller (Hg.), Bertram Triebel (Hg.): Gesellschaft als staatliche Veranstaltung? Orte politischer und kultureller Partizipation in der DDR, Band 27, Köln 2022, ISBN 978-3-412-52164-6.
- Jörg Ganzenmüller (Hg.): Jüdisches Leben in Deutschland und Europa nach der Shoah. Neubeginn – Konsolidierung – Ausgrenzung, Band 26, Köln 2020, ISBN 978-3-412-51908-7.
- Jörg Ganzenmüller (Hg.): Recht und Gerechtigkeit. Die Strafrechtliche Aufarbeitung von Diktaturen in Europa, Band 23, Köln 2017, ISBN 978-3-412-50548-6.
- Volkhard Knigge (Hg.): Kommunismusforschung und Erinnerungskulturen in Ostmittel- und Westeuropa, Band 19, Köln 2013, ISBN 978-3-412-21826-3.
- Peter März (Hg.), Franz-Josef Schlichting (Hg.), Hans-Joachim Veen (Hg): Die Folgen der Revolution. 20 Jahre nach dem Kommunismus, Band 15, Köln 2010, ISBN 978-3-412-20597-3.
- Peter März (Hg.), Hans-Joachim Veen (Hg.): Woran erinnern? Der Kommunismus in der deutschen Erinnerungskultur, Band 8, Köln 2006, ISBN 978-3-412-37405-1.
- Hans-Joachim Veen (Hg.): Nach der Diktatur. Demokratische Umbrüche in Europa – zwölf Jahre später, Band 1, Köln 2003, ISBN 978-3-412-03603-4.

In der Schriftenreihe der Stiftung Aufarbeitung Kompakt sind seit 2009 unter anderem erschienen:
- Jörg Ganzenmüller (Hg.), Franz-Josef Schlichting (Hg.): Verstaatlicht, verkauft & vergessen? Zum Kulturgutentzug in der SBZ/DDR und der Frage nach Restitution, Band 18, Weimar 2023, ISBN 978-3-943098-26-6.
- Jörg Ganzenmüller (Hg.), Franz-Josef Schlichting (Hg.): Die DDR und der Globale Süden. Zwischen „internationaler Solidarität“, wirtschaftlicher Zusammenarbeit und Auslandsspionage, Band 17, Weimar 2022, ISBN 978-3-943098-25-9.
- Jochen Voit (Hg.), Leon Julius Biela (Hg.): Gewalt und Freundschaft. Kambodscha und die DDR im Zeitalter der Ideologien, Band 16, Weimar 2021, ISBN 978-3-943098-22-8.
- Jörg Ganzenmüller (Hg.), Franz-Josef Schlichting (Hg.): Das demokratische Jahr der DDR. Zwischen Friedlicher Revolution und deutscher Einheit, Band 15, Weimar 2021, ISBN 978-3-943098-21-1.
- Stefan Hellmuth (Hg.): Strafverfolgung und Strafvollzug im Nationalsozialismus. Das Gerichtsgefängnis in Erfurt 1933 bis 1945, Band 14, Weimar 2021, ISBN 978-3-943098-21-1
- Jörg Ganzenmüller (Hg.), Franz-Josef Schlichting (Hg.): Das lange Ende des Ersten Weltkriegs. Europa zwischen gewaltsamer Neuordnung und Nationalstaatsbildung, Band 12, Weimar 2020, ISBN 978-3-943098-18-1.
- Peter Wurschi (Hg.), Hans-Joachim Veen (Hg.): „Es lag was in der Luft…“. Die Besetzung der Bezirksverwaltungen des MfS/AfNS in Erfurt, Suhl und Gera, Band 8, Weimar 2015, ISBN 978-3-943098-09-9.
- Franz-Josef Schlichting, Hans-Joachim Veen (Hg.): Der Anfang vom Ende 1989. Schlussbilanz der DDR-Diktatur, Band 1, Weimar 2009, ISBN 978-3-943098-00-6.